# Piscop
Piscop ist eine französische Gemeinde mit 737 Einwohnern (Stand 1. Januar 2022) im Département Val-d’Oise in der Region Île-de-France. Sie gehört zum Arrondissement Sarcelles und zum Kanton Domont. Die Einwohner werden Piscopiens genannt.

## Geographie
Piscop befindet sich etwa 15 Kilometer nördlich von Paris und umfasst eine Fläche von 408 Hektar. Eine Besonderheit von Piscop ist, dass die Gemeinde, als eine von nur sehr wenigen, trotz der Nähe zu Paris ihr ländliches Aussehen bewahren konnte. Andere Gemeinden in gleicher Entfernung zu Paris sind stark verstädtert. Dazu beigetragen, dass Piscop sich seinen ländlichen Charakter erhalten konnte, hat auch die Tatsache, dass die Ortschaft durch den Forêt de Montmorency etwas abgeschirmt liegt. Nachbargemeinden sind:
- Domont im Norden
- Ézanville im Nordosten
- Écouen im Osten
- Saint-Brice-sous-Forêt im Süden
- Montmorency im Westen

## Bevölkerungsentwicklung
| Jahr      | 1962 | 1968 | 1975 | 1982 | 1990 | 1999 | 2006 | 2017 |
| Einwohner | 474  | 497  | 522  | 466  | 664  | 632  | 682  | 676  |

## Sehenswürdigkeiten

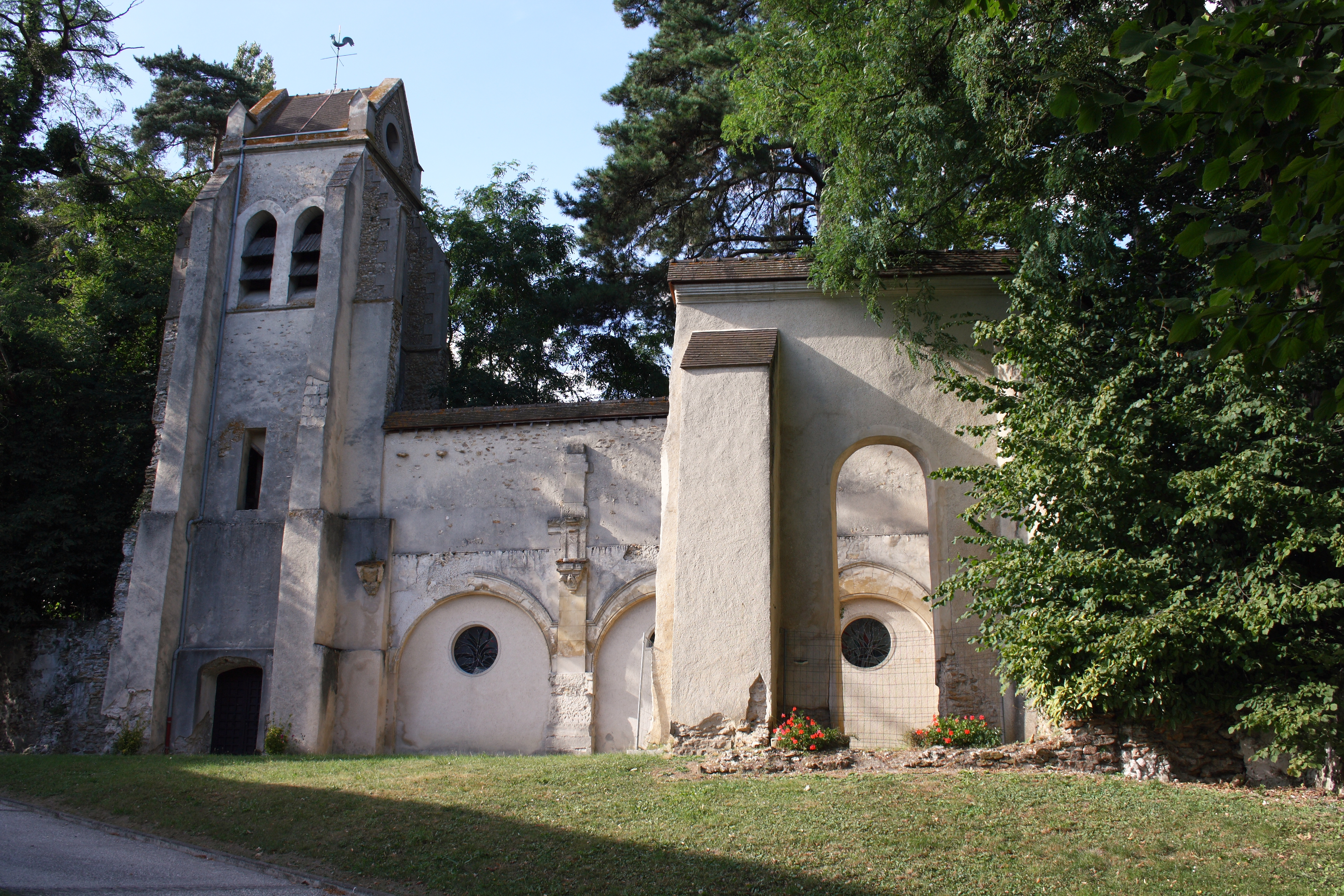
Kirchenruine

- Kirchenruine
- Chateau du Luat
- Chateau-Vert
- Chateau de Blémur